# Рыбная колбаса

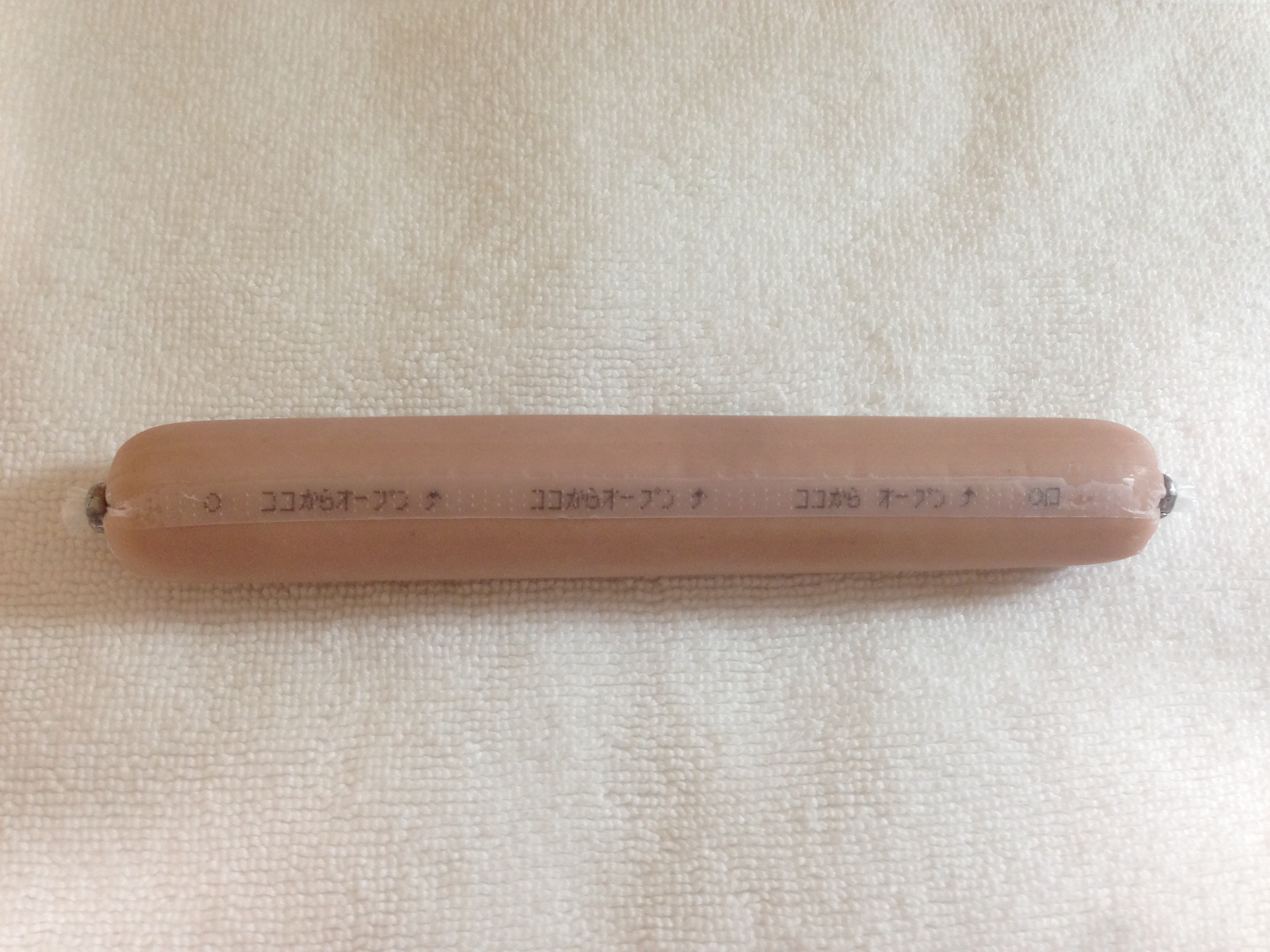
Японская рыбная колбаса

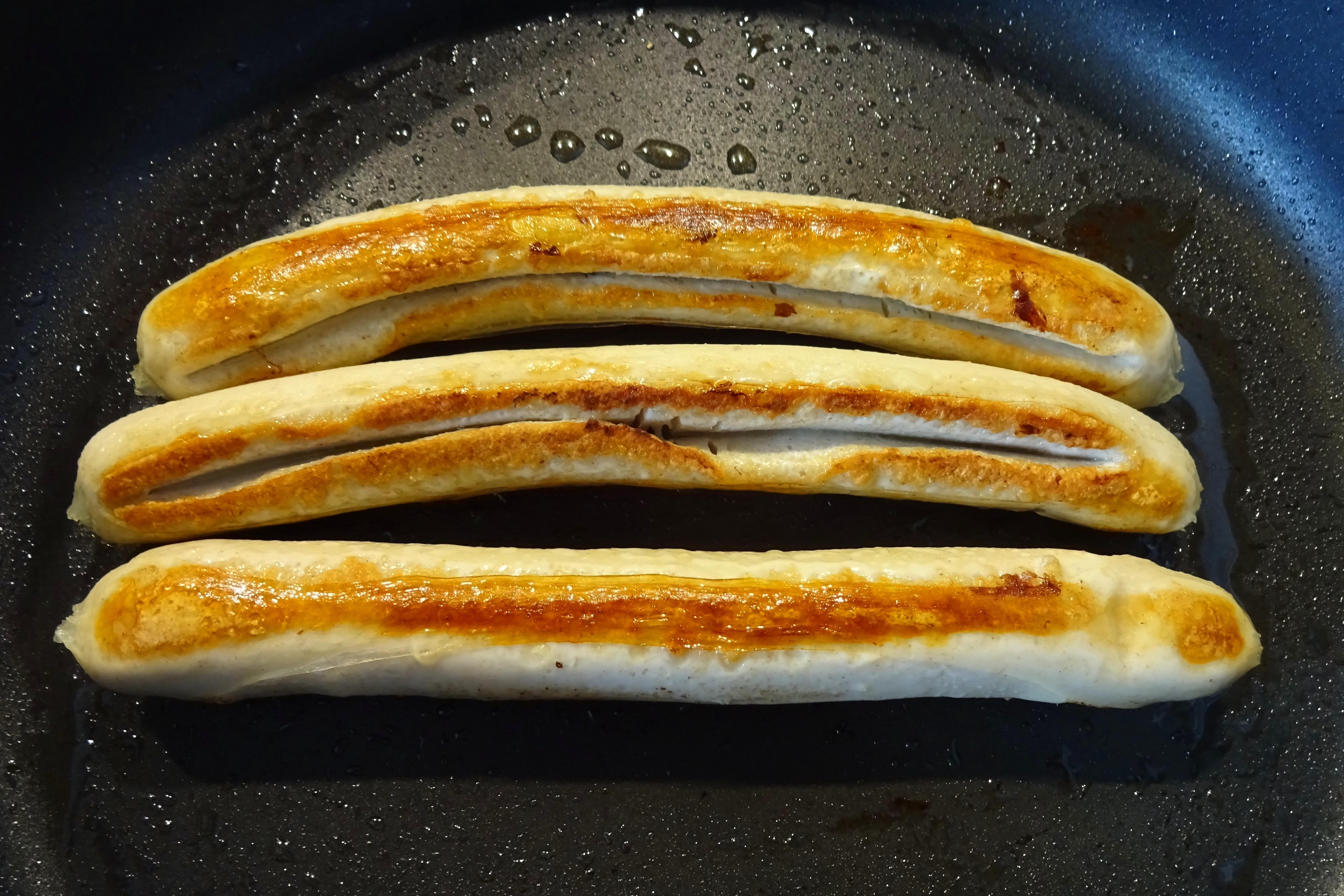
Рыбные жареные сосиски из сома

Рыбная колбаса — кулинарное изделие, рыбный продукт из рыбного фарша в оболочке с добавлением кусочков рыбы вместо шпига. По технологии является варёной колбасой. Холодная закуска. В СССР рыбные колбасы выпускались без разделения по сортам под названиями из осетров, севрюги, белуги, шипа, кеты, судака и трески с добавлением пшеничной муки, жира и пряностей.
На производство рыбных колбас направляют охлаждённую или мороженую рыбу, разделанную на филе с удалением шкуры и рёберных костей, которую измельчают на мясорубке, затем добавляют жир, пшеничную муку, лук, соль и пряности. Вымешанный фарш набивают в оболочку диаметром не более 30—40 мм. Рыбную колбасу коптят в течение 70—90 минут при температуре 50—60 °C и в заключение варят 30—40 минут в горячей воде или паром при температуре 80—85 °C.
Лучшую в СССР рыбную колбасу — особенную — готовили из осетровых и кеты. Особенная рыбная колбаса имела на разрезе желтовато-серый цвет со включением желтовато-розовых кубиков «шпига» — кусочков мороженой или малосольной кеты размером 0,5 см. В лососёвой рыбной колбасе из кеты и осетровых в качестве шпига использовалось порезанное кубиками мясо осетровых рыб (осетра, севрюги, белуги и шипа). В судаковой рыбной колбасе, имевшей на разрезе белый цвет, включения «шпига» были желтовато-розовыми кубиками мороженой или малосольной кеты. Тресковую рыбную колбасу готовили из трески и пикши с добавлением картофельного крахмала и яиц. Она имела на разрезе серый цвет и была без вложений «шпига».